# 3809 Amici
3809 Amici (1984 FA) là một tiểu hành tinh vành đai chính được phát hiện ngày 26 tháng 3 năm 1984 bởi Osservatorio San Vittore ở Bologna. It has an ecliptic orbit characterized bởi a semi-major axis equal to 2.6941350 AU và and an eccentricity of 0.1047081, 6.55157 °.